# John de Lancie
John de Lancie (n. 20 martie 1948) este un actor de film, televiziune și voce american. El a interpretat numeroase roluri în filme și seriale din 1977, dar este cel mai bine cunoscut pentru rolul „Q” în mai multe episoade Star Trek și pentru rolul „Frank Simmons” din Stargate SG-1.
El a produs și a interpretat în mai multe drame audio bazate pe povestiri clasice științifico-fantastice pentru compania de producție Alien Voices, pe care a fondat-o împreună cu Leonard Nimoy.

## Filmografie
| An   | Titlu                                                          | Rol                    | Note              |
| ---- | -------------------------------------------------------------- | ---------------------- | ----------------- |
| 1977 | SST Death Flight                                               | Bob Connors            |                   |
| 1979 | The Onion Field                                                | LAPD Lieutenant #2     |                   |
| 1990 | Bad Influence                                                  | Howard                 |                   |
| 1990 | Taking Care of Business                                        | Ted Bradford Jr.       |                   |
| 1991 | The Fisher King                                                | producător executiv TV |                   |
| 1992 | The Hand that Rocks the Cradle                                 | Dr. Victor Mott        |                   |
| 1993 | Arcade                                                         | Difford                |                   |
| 1993 | Fearless                                                       | Jeff Gordon            |                   |
| 1995 | Evolver                                                        | Russell Bennett        |                   |
| 1996 | Multiplicity                                                   | Ted                    |                   |
| 1997 | Trekkies                                                       | Rolul său              |                   |
| 1998 | Saving Private Ryan                                            | Letter-Reader          | voce; nemenționat |
| 1998 | You Lucky Dog                                                  |                        |                   |
| 1999 | Final Run                                                      | George Bouchard        |                   |
| 2000 | Woman on Top                                                   | Alex Reeves            |                   |
| 2001 | Nicolas                                                        | Dr. Fisher             |                   |
| 2001 | Good Advice                                                    | Ted                    |                   |
| 2002 | The Big Time                                                   |                        |                   |
| 2007 | Reign Over Me                                                  | Nigel Pennington       |                   |
| 2007 | Teenius                                                        | Principal Senseman     |                   |
| 2008 | My Apocalypse                                                  | Nathan Eastman         |                   |
| 2008 | Pathology                                                      | Dr. Quentin Morris     |                   |
| 2009 | Crank: High Voltage                                            | Fish Halman            |                   |
| 2009 | Gamer                                                          | Chief of Staff         |                   |
| 2013 | Bronies: The Extremely Unexpected Adult Fans of My Little Pony | Rolul său              | Co-producător     |

| An         | Serial                              | Rol                             | Note |
| ---------- | ----------------------------------- | ------------------------------- | --- |
| 1977 –1978 | The Six Million Dollar Man          | Diverse                         | Incl. Episodul "Death Probe" |
| 1978 –1979 | Emergency!                          | Dr. Deroy                       | |
| 1979       | Battlestar Galactica                | Ofițer                          | Episodul "Experiment in Terra" |
| 1981       | Nero Wolfe                          | Tom Irwin                       | Episodul "Might as Well Be Dead" |
| 1982 –1986 | Days of our Lives                   | Eugene Bradford                 | |
| 1983       | The Thorn Birds                     | Alastair MacQueen               | mini-serial TV |
| 1986       | The New Twilight Zone               | The Dispatcher                  | segmentul "Dead Run" |
| 1986       | MacGyver                            | Brian Ashford                   | Episodul "The Escape" |
| 1986       | Murder, She Wrote                   | Binky Holborn                   | Episodul: "If the Frame Fits" |
| 1987 –1994 | Star Trek: Next Generation          | Q                               | "Encounter at Farpoint", "Hide and Q", "Q Who", "Deja Q", "Qpid", "True Q", "Tapestry" și "Toate cele bune..." |
| 1988       | Mission: Impossible revival series  | Matthew Drake                   | Episodul "The Killer" |
| 1989       | Get Smart, Again!                   | Major Preston Waterhouse        | nemenționat |
| 1989       | The Nutt House                      | Norman Shrike                   | Episodul: "Pilot" |
| 1991       | L.A. Law                            | Mark Chelios                    | Episodul "The Beverly Hill Hangers" |
| 1992       | Civil Wars                          |                                 | |
| 1993       | Star Trek: Deep Space Nine          | Q                               | "Q-Less" |
| 1993       | Batman: The Animated Series         | Eagleton                        | |
| 1994       | Without Warning                     | Reporter                        | Film TV în stilul mockumentar |
| 1995       | Legend                              | Janos Bartok                    | |
| 1996       | Picket Fences                       | District Attorney               | Episodul "Three Weddings and a Meltdown" |
| 1996       | Touched by an Angel                 | Justinian Jones                 | Episodul: "Jones vs. God" |
| 1996 –2001 | Star Trek: Voyager                  | Q                               | "Death Wish", "The Q and the Grey" și "Q2" |
| 1999       | The Real Adventures of Jonny Quest  | Dr. Quest                       | |
| 2000       | Angry Beavers                       | The Yak in the Sack             | Episodul "Yak in the Sack Gets Thwacked" |
| 2000       | The West Wing                       | Al Kiefer                       | |
| 2000       | Sports Night                        | Bert Stors                      | Episodul "April is the Cruelest Month" |
| 2001       | Special Unit 2                      | King of the Links               | Episodul "The Eve" |
| 2001       | The Practice                        | Walter Bannish                  | |
| 2001       | Dan Dare: Pilot of the Future       | Gerard Hamilton                 | Episodul "The Surrender of Earth" |
| 2001 –2002 | Stargate SG-1                       | Colonel Frank Simmons / Goa'uld | Seasons 5–6 (5 episodes) |
| 2001 –2002 | Andromeda                           | Sid Barry / Sam Profitt         | Episodes "The Pearls That Was His Eyes" and "Cui Bono" |
| 2003       | Judging Amy                         | Dr. Eagan                       | Episodul "Picture of Perfect" |
| 2003       | Duck Dodgers                        | Sinestro                        | Episodul "The Green Loontern" |
| 2004 –2005 | Charmed                             | Odin                            | |
| 2005       | The Closer                          | Dr. Dawson                      | Episodul "Flashpoint |
| 2005       | Invader Zim                         | Agent Darkbootie                | Episodul "Zim Eats Waffles" |
| 2009       | Greek                               | Rolul său                       | Episodul "The Dork Knight" |
| 2009 –2010 | Breaking Bad                        | Donald Margolis                 | Episoadele: "Over", "Phoenix", "ABQ", & "No Mas" |
| 2011       | Law & Order: LA                     | Judge Avery Staynor             | Episodul "Carthay Circle" |
| 2011       | Franklin & Bash                     | Gallen                          | Episodul "Bachelor Party" |
| 2011       | Torchwood: Miracle Day              | Agent Allen Shapiro             | |
| 2011       | Young Justice                       | Mister Twister                  | Episodul: "Welcome to Happy Harbor" |
| 2011-      | My Little Pony: Friendship Is Magic | Discord (Based on Q)            | Episoadele: "The Return of Harmony Part 1", "The Return of Harmony Part 2", "Keep Calm and Flutter On", "Princess Twilight Sparkle – Part 1", & "Princess Twilight Sparkle – Part 2", "Three's a Crowd", "Twilight's Kingdom – Part 1", & "Twilight's Kingdom – Part 2 |
| 2012       | NTSF:SD:SUV::                       | Leonardo da Vinci               | Episodul "Time Angels" |
| 2012       | The Secret Circle                   | Royce Armstrong                 | Episodul "Crystal" |
| 2014       | The Mentalist                       | Edward Feinberg                 | Episodul "Silver Wings of Times" |

## Legături externe
- John de Lancie la Internet Movie Database
- John de Lancie la Allmovie
- StarTrek.com biography Arhivat în 30 iunie 2010, la Wayback Machine.
- John de Lancie Interview at AMCtv.com Arhivat în 7 septembrie 2009, la Wayback Machine.
- BronyCon: The Documentary Kickstarter Page